# Ginevra de' Medici

Stemma dei Medici

Ginevra de' Medici (fl. XVI secolo) era figlia di Lorenzo il Popolano de' Medici e di Semiramide d'Appiano d'Aragona.

## Biografia
Le notizie sulla sua biografia sono molto scarse. Probabilmente poiché il ramo della sua famiglia aveva preso le distanze da quello governante di Lorenzo il Magnifico. Si sposò con un esponente di una famiglia storicamente avversa ai Medici, Giovanni degli Albizzi (20 dicembre 1479 - 1º gennaio 1527).
La coppia ebbe quattro figli:
1. Luca degli Albizzi (1511-1555), sposò Laudomia Pitti;
2. Lorenzo degli Albizzi  (1512-1560 circa);
3. Benedetto degli Albizzi (1514 circa-1546), poeta;
4. Francesco degli Albizzi (1516-1588), canonico della Cattedrale di Firenze dal 1541 (decano dal 1576), fu anche cameriere di Papa Paolo III.

Gli anni di nascita e di morte sono sconosciuti. Suo marito morì di peste nel 1527.

## Ascendenza
|                                         |                                       |                                   | Genitori                                        |  |  | Nonni |  |  | Bisnonni                      |  |  | Trisnonni                    |  |
|                                         |                                       |                                   |                                                 |  |  |       |  |  | Lorenzo de' Medici il Vecchio |  |  | Giovanni di Bicci de' Medici |  |
|                                         |                                       |                                   |                                                 |  |  |       |  |  | Lorenzo de' Medici il Vecchio |  |  | Giovanni di Bicci de' Medici |  |
|                                         |                                       | Piccarda Bueri                    |                                                 |  |  |       |  |  | Lorenzo de' Medici il Vecchio |  |  |                              |  |
| Pierfrancesco de' Medici il Vecchio     |                                       |                                   |                                                 |  |  |       |  |  | Lorenzo de' Medici il Vecchio |  |  |                              |  |
|                                         |                                       | Ginevra Cavalcanti                | Giovanni Cavalcanti                             |  |  |       |  |  |                               |  |  |                              |  |
|                                         |                                       | Ginevra Cavalcanti                | Giovanni Cavalcanti                             |  |  |       |  |  |                               |  |  |                              |  |
|                                         |                                       | Ginevra Cavalcanti                | Costanza Malaspina                              |  |  |       |  |  |                               |  |  |                              |  |
| Lorenzo de' Medici il Popolano          |                                       | Ginevra Cavalcanti                |                                                 |  |  |       |  |  |                               |  |  |                              |  |
|                                         |                                       | Jacopo Acciaiuoli                 | Donato Acciaiuoli, barone di Cassano e Castagno |  |  |       |  |  |                               |  |  |                              |  |
|                                         |                                       | Jacopo Acciaiuoli                 | Donato Acciaiuoli, barone di Cassano e Castagno |  |  |       |  |  |                               |  |  |                              |  |
|                                         |                                       | Jacopo Acciaiuoli                 | Onesta Strozzi                                  |  |  |       |  |  |                               |  |  |                              |  |
| Laudomia Acciaiuoli                     |                                       | Jacopo Acciaiuoli                 |                                                 |  |  |       |  |  |                               |  |  |                              |  |
|                                         |                                       | Costanza de' Bardi                | Beltrame de' Bardi                              |  |  |       |  |  |                               |  |  |                              |  |
|                                         |                                       | Costanza de' Bardi                | Beltrame de' Bardi                              |  |  |       |  |  |                               |  |  |                              |  |
|                                         |                                       | Costanza de' Bardi                | …                                               |  |  |       |  |  |                               |  |  |                              |  |
| Ginevra de' Medici                      |                                       | Costanza de' Bardi                |                                                 |  |  |       |  |  |                               |  |  |                              |  |
|                                         | Emanuele Appiano, signore di Piombino | Jacopo I Appiano, signore di Pisa |                                                 |  |  |       |  |  |                               |  |  |                              |  |
|                                         | Emanuele Appiano, signore di Piombino | Jacopo I Appiano, signore di Pisa |                                                 |  |  |       |  |  |                               |  |  |                              |  |
|                                         | Emanuele Appiano, signore di Piombino | Polissena Pannocchieschi          |                                                 |  |  |       |  |  |                               |  |  |                              |  |
| Jacopo III Appiano, signore di Piombino | Emanuele Appiano, signore di Piombino |                                   |                                                 |  |  |       |  |  |                               |  |  |                              |  |
|                                         |                                       | Colia de' Giudici                 | Alfonso V, re della Corona d'Aragona e Napoli   |  |  |       |  |  |                               |  |  |                              |  |
|                                         |                                       | Colia de' Giudici                 | Alfonso V, re della Corona d'Aragona e Napoli   |  |  |       |  |  |                               |  |  |                              |  |
|                                         |                                       | Colia de' Giudici                 | Ippolita de' Giudici                            |  |  |       |  |  |                               |  |  |                              |  |
| Semiramide Appiano                      |                                       | Colia de' Giudici                 |                                                 |  |  |       |  |  |                               |  |  |                              |  |
|                                         |                                       | Giano Fregoso, doge di Genova     | Bartolomeo Fregoso                              |  |  |       |  |  |                               |  |  |                              |  |
|                                         |                                       | Giano Fregoso, doge di Genova     | Bartolomeo Fregoso                              |  |  |       |  |  |                               |  |  |                              |  |
|                                         |                                       | Giano Fregoso, doge di Genova     | Caterina Ordelaffi                              |  |  |       |  |  |                               |  |  |                              |  |
| Battistina Fregoso                      |                                       | Giano Fregoso, doge di Genova     |                                                 |  |  |       |  |  |                               |  |  |                              |  |
|                                         |                                       | Violante Gentile                  | Francesco Gentile                               |  |  |       |  |  |                               |  |  |                              |  |
|                                         |                                       | Violante Gentile                  | Francesco Gentile                               |  |  |       |  |  |                               |  |  |                              |  |
|                                         |                                       | Violante Gentile                  | …                                               |  |  |       |  |  |                               |  |  |                              |  |
|                                         |                                       | Violante Gentile                  |                                                 |  |  |       |  |  |                               |  |  |                              |  |